# Herbert Meusburger
Herbert Meusburger (* 7. Februar 1953 in Bizau; † 7. Jänner 2023 ebenda) war ein österreichischer Bildhauer.

## Leben

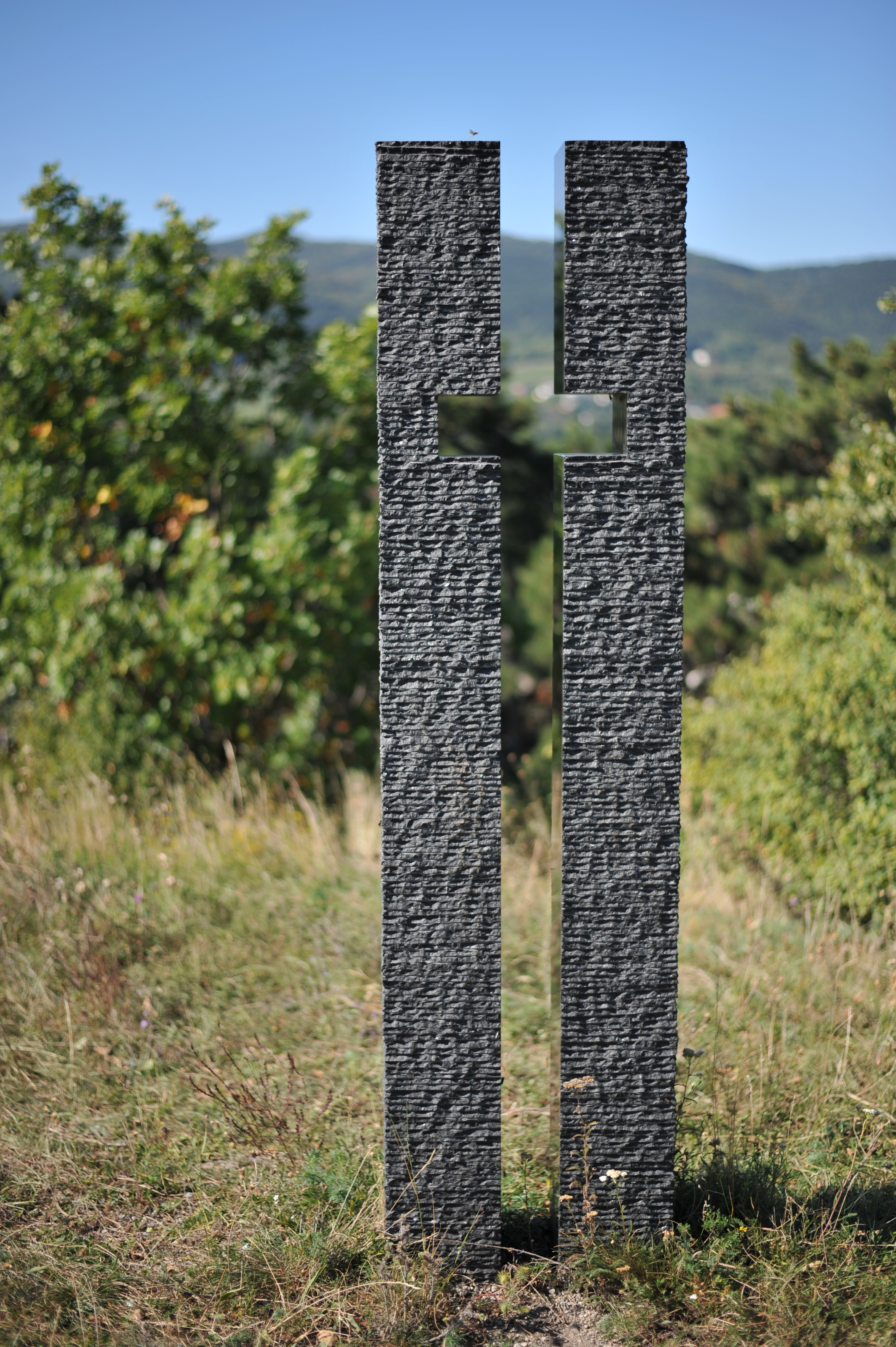
14. Station Auferweckung im Kreuzweg Hochberg in Perchtoldsdorf

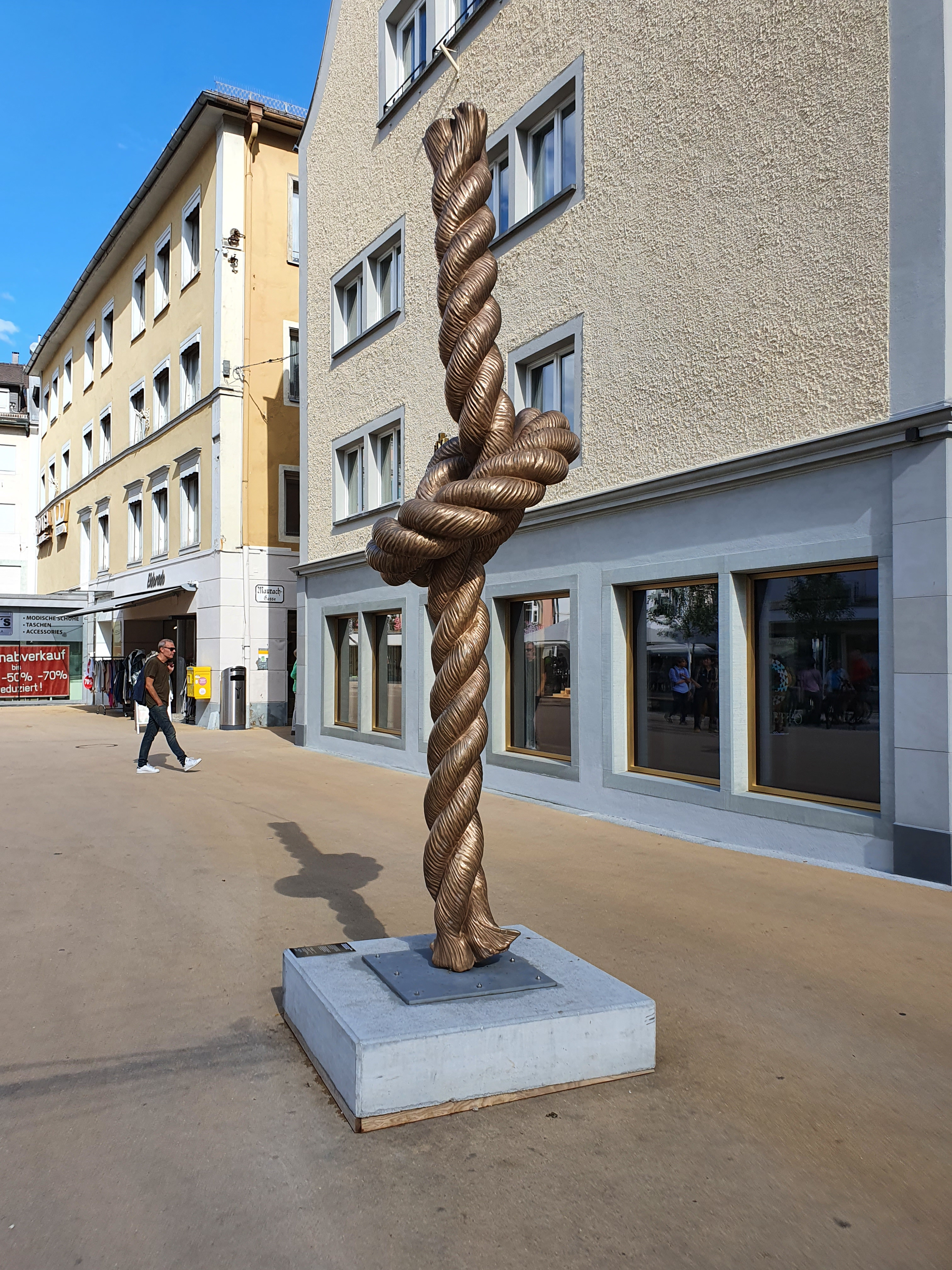
„Der Knoten“, Objekt von Herbert Meusburger in Bregenz, Bronzeguss, Höhe 3,5 m, Masse fast 900 kg

Herbert Meusburger besuchte von 1968 bis 1972 die Holzbildhauerschule Elbigenalp. Er nahm ab 1986 an Symposien teil und leitete von 1990 bis 1993 das 1., 2. und 3. Internationale Bildhauersymposium in Hohenems. 1991 erwarb er einen Steinbruch im Mühlviertel.
Meusburger starb am 7. Jänner 2023 einen Monat vor seinem  70. Geburtstag nach schwerer Krankheit.

## Werk
Herbert Meusburger widmete sich bald besonders dem Stein und dabei dem Granit. Er schuf Gegensätze zwischen rohen und bearbeiteten Flächen, zwischen Verbinden und Trennen, zwischen Verbindungen und Aussparungen. Seine teils stark monumentalen Werke im öffentlichen Raum schuf er in Bezug auf den jeweiligen Ort.
Seine Werke im öffentlichen Raum befinden sich unter anderem im Kathmandutal in Nepal, im Kreuzweg Hochberg in Perchtoldsdorf, an Burg Perchtoldsdorf (21-teilige Stele), beim ORF-Landesfunkhaus in Dornbirn (Skulptur „Identität“), beim Bundesschulzentrum in Bezau (27-teilige Granitskulptur), bei der Landwirtschaftlichen Berufsschule in Wieselburg („Behausung für 10 m2 unberührte Natur“),  an der Raiffeisenbank Wien (17-teilige Granitskulptur). Für die Landeshauptstadt Bregenz schuf er die Bronzeskulptur „Der Knoten“, Ehrengast bei der Enthüllung im Jahr 2022 war der österreichische Bundespräsident Alexander Van der Bellen. Außerdem schuf er eine Brunnenskulptur in Schaan (Liechtenstein) sowie Urnenskulptur und Brunnen für den Friedhof Mellau.

## Ausstellungen (Auswahl)
- Pinakothek der Moderne, München[5]

- 1991: Großskulpturenausstellung, Gelände der Bregenzer Festspiele[7]
- 1993: Offenes Kulturhaus Linz[4][7]
- 1993: Wittgensteinhaus, Wien[4][7]

- 1999: Dokumentationszentrum für Gegenwartskunst, St. Pölten[7]
- 2001: Kunstforum Unterland (Neumarkt/Egna)[4][7]

- 2006: Trennen und Verbinden. Kunsthalle Wil[8]
- 2012: Meusburger-Holdhaus. Ausstellung gemeinsam mit Rudi Holdhaus, Burg Perchtoldsdorf[9]
- 2014: Acht ohne Gegenstand: Ilse Aberer, Doris Fend, Tone Fink, Maria Jansa, Hubert Lampert, Herbert Meusburger, Norbert Pümpel, Franz Türtscher. Otten Kunstraum, Hohenems[10]
- 2015: Herbert Meusburger: Neue Arbeiten. Kunstraum Pettneu[11]
- 2016: Herbert Meusburger: Malerei. Künstlerhaus Wien[12]
- 2016: Drei Bildhauer: Willi Kopf, Walter Kölbl, Herbert Meusburger. Künstlerhaus Bregenz[12]

- 2018 Zeichensetzungen in Stein, Form und Farbe. Vorarlberg Museum[13]
- 2019: Part of For Forest: Herbert Meusburger. Robert Musil Literatur-Museum der Landeshauptstadt Klagenfurt[14]

## Publikationen
- Herbert Meusburger. Arbeiten. Steinskulptur, Bildband, Triton Verlag, Wien 1999, ISBN 3-85486-043-9.
- mit Felix Mitterer: Herbert Meusburger. Kreuzweg Hochberg. Mit weiteren Texten von Erwin Kräutler und Gustav Schörghofer, Fotos von Manfred Horvath, Bildband, Folio Verlag, Wien Bozen 2014, ISBN 3-85256-256-2.
- Herbert Meusburger. Arbeiten 1993–2009. Steinskulptur, Bildband, Folio Verlag, Wien Bozen 2009, ISBN 978-3-85256-509-5.
- Verwischt & vertuscht – ein Manifest. Malerei, Bildband, Folio Verlag, Wien Bozen 2014, ISBN 978-3-85256-640-5.